# Holger Petersen
Holger Petersen (født 9. juni 1843 på Lågegård ved Vejle, død 26. maj 1917 i Ordrup) var en dansk erhvervsmand og politiker.
Holger Pedersen mistede tidligt sine forældre, faderen døde da Holger var seks og moderen da han var tolv. I stedet blev han opfostret hos skolebestyrer Carl Maribo og hustru.
I 1858 kom Holger Petersen i købmandslære hos sin morbroder, der drev engrosforretning med manufaktur- og nødvendighedsartikler. Selv om læretiden var streng og tog det meste af hans tid, holdt han alligevel sine boglige og åndelige interesser ved lige, bl.a. ved med sine venner at dyrke oplæsning og diskussion foruden ugentlige ture til nærliggende skove om søndagen. De fleste af hans kammerater var studerende, og under deres indflydelse dyrkede han også sprog med videre studier for øje.
Ved krigens udbrud i 1864 meldte han sig som frivillig, og deltog i kampene. Han blev lettere såret, men kom sig helt efter krigen.
Han havde på dette tidspunkt sat sig som mål i livet at nære sig ved handelen. Han rejste til England og blev der et år for at skabe kontakter der kunne hjælpe ham med at opfylde dette mål.
Kort tid efter stiftede han sin egen forretning i København. Fra beskedne lokaler voksede den snart og som 25-årig kunne han løse borgerskab som grosserer i hovedstaden. Efter at han flyttede til Købmagergade 44 blev handelen først rigtig succesfuld, og snart var næsten alle lokalerne på adressen anvendt af hans firma. Forretningen beskæftigede sig med import og eksport af "nødvendighedsvarer", dvs småting til husholdningen, bånd, bændler, knapper, nåle, blonder etc.
Hans egen opvækst i små kår glemte han dog aldrig og da han grundlagde Holger Petersens Tekstilfabrik sørgede han for moderne arbejderboliger til de ansatte.
I 1895 lod han sig indvælge i Landstinget for partiet Højre, hvoraf han var medlem til sin død. Han var medlem af Rigsretten og Toldrådet fra 1910. Her var han blandt andet i 1890'erne en af hovedkræfterne imod forslaget om salget af de dansk-vestindiske øer. 
Han stiftede Grosserer Holger Petersens Legat til Fremme af sønderjyske Formaal.
Petersen blev Ridder af Dannebrog 1892, Dannebrogsmand 1901, Kommandør af 2. grad 1911 og modtog Fortjenstmedaljen i guld 1913.
Petersen var også medlem af Grosserer-Societetets Komité; formand for Foreningen af københavnske Manufaktur-Grossister, for sammes Akkord- og Konkurs-Afdeling og for Foreningen til unge Handelsmænds Uddannelse, i bestyrelserne for Dausk Eksportforening, Østasiatisk Kompagni, Bing & Grøndahls Porcelænsfabrik, Vermehrens Regnemaskiner og Aktieselskabet I. Moresco, medlem af Industriforeningens Repræsentantskab, medlem af bestyrelsen for Teknologisk Institut fra 1909 og af Nationalbankens Repræsentantskab, repræsentant i Det Danske Hedeselskab.
Medlem af Centralkomitéen og af De danske Vaabenbrødres overbestyrelse, formand i bestyrelsen for Plantageselskabet Dansk Vestindien, i komiteen for Børne- og Sygeplejen i Dansk Vestindien, formand for Børnehjemmet af 1870, for Foreningen til trængende Skolebørns Beklædning og for Plantningsselskabet Steen Blicher.
Han er begravet på Assistens Kirkegård.
- Statue udført af Anders Bundgaard nær villaen Baldersbæk
- Holger Petersens villa Baldersbæk ved Holme Å